# Polana Biały Potok
Polana Biały Potok este o arie protejată (sit de importanță comunitară — SCI) din Polonia întinsă pe o suprafață de 53,42 ha, integral pe uscat.

## Localizare
Centrul sitului Polana Biały Potok este situat la coordonatele 49°16′58″N 19°50′54″E / 49.2828°N 19.8484°E.

## Înființare
Situl Polana Biały Potok a fost declarat sit de importanță comunitară în martie 2007 pentru a proteja 1 specie de animale.

## Biodiversitate
Situată în ecoregiunea alpină, aria protejată conține 6 habitate naturale: Formațiuni ierboase bogate în specii de Nardus, dezvoltate pe substraturi silicioase în zone montane (și în zone submontane, în Europa continentală), Liziere de ierburi înalte hidrofile de câmpie și de nivel montan până la alpin, Fânețe montane, Mlaștini turboase de tranziție și turbării mișcătoare, Mlaștini alcaline, Păduri acidofile de Picea de la nivel montan la nivel alpin (Vaccinio-Piceetea).
La baza desemnării sitului se află o specie protejată de  nevertebrate: Vertigo geyeri.